# Mick Pointer

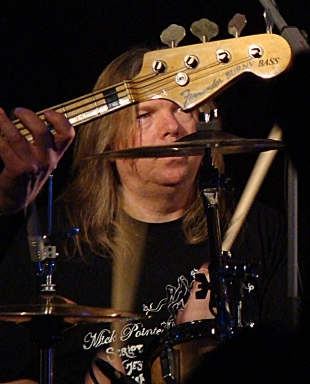
Mick Pointer (2009)

Mick Pointer (* 22. Juli 1956) ist ein britischer Schlagzeuger und war Gründungsmitglied der Progressive-Rock-Band Marillion. Er wurde 1983 nach dem Erscheinen des ersten Studioalbums der Band Script for a Jester’s Tear entlassen und nach Versuchen mit mehreren Schlagzeugern durch Ian Mosley ersetzt.
Nach seinem erbitterten Ausscheiden aus Marillion führte Pointer noch zehn Jahre lang keine Musik mehr auf. Stattdessen wurde er Küchendesigner, etwas, in dem er als Teenager eine Lehre gedient hatte. Pointer gründete schließlich die britische Progressive Band Arena, in der er weiterhin mit Keyboarder Clive Nolan (von Pendragon) spielt. Er ist Nolans Geschäftspartner in seinem Plattenlabel.
Pointer versammelte später eine Band für "Mick Pointer's Script for a Jester's Tear Tour", bestehend aus Brian Cummins (Carpet Crawlers) am Gesang, Nick Barrett (Pendragon) an der Leadgitarre, Mike Varty (Credo) auf Keyboards und Ian Salmon (Arena) an der Bassgitarre, um Marillions Debütalbum für sein 25-jähriges Jubiläum zu spielen. Pointer hatte ursprünglich beabsichtigt, es "Mick Pointer, Ex-Marillion" zu nennen; die restlichen Mitglieder der Band lehnten ihn jedoch mit dem Namen ab und drohten ihm mit rechtlichen Schritten.
Pointer gründete 1995 mit Clive Nolan die Band Arena, in der er bis heute spielt.